# Amphiphyllum rigidum
Amphiphyllum rigidum är en gräsväxtart som beskrevs av Henry Allan Gleason. Amphiphyllum rigidum ingår i släktet Amphiphyllum och familjen Rapateaceae. Inga underarter finns listade i Catalogue of Life.